# 岡田英二
岡田 英二（おかだ えいじ、1970年6月3日 - ）は、北海道出身の俳優。旧芸名はジェームス・オカダ。えりオフィス所属。極真空手二段。

## 人物
身長170cm 体重62kg。靴のサイズは26cm。
極真空手二段を持ち、道場にて指導を行うこともある。
趣味・特技はドライブ、旅行、映画鑑賞、空手、テコンドー、詠春拳、忍術、截拳道、太鼓、器械体操、野球、スキー、スケート、スノーボード、乗馬。
2009年11月25日、長いフリー活動を経てヘッドクリエイティブに所属し、本名で活動することを発表。

## 筋肉番付
TBS『筋肉番付』に出演経験があり腹筋・背筋・腕立て伏せを1分ずつ行い、3分間の合計回数を競う「三色筋肉」で188回の記録を残した。
2002年3月27日放送の『最強の男は誰だ!壮絶筋肉バトル!!スポーツマンNo.1決定戦』第9回芸能人サバイバルバトルに出場。BEACH FLAGSで決勝進出を果たし照英に次いで種目別2位。QUICK MUSCLEでは166回の記録を残した中村繁之に次ぐ162回と2種目で2位。MONSTER BOX 16段の活躍を残し暫定総合3位でファイナルに進出も、SHOT-GUN-TOUCHでは3回の試技全てで申告距離を成功できず、最終順位は4位入賞となった。

### SASUKE
第6回大会は1stステージのジャンプハングでリタイア（ゼッケン19）。
翌年の第7回では、前回阻まれたジャンプハングで最上段の縁を掴むパフォーマンスを魅せた。最終エリアのロープクライムに苦戦するも0.2秒残しで1stを初クリア。2ndステージではウォールリフティングの1枚目に手を掛けた時点で残り10秒を切り、最後の3枚目を持ち上げて潜り抜けた際に一瞬かかとが挟まれるも、0.1秒残しのギリギリクリア。3rdステージはスタートエリアのプロペラ雲梯でリタイア（ゼッケン95）。
第8回は台風接近に伴う雨天の影響でローリング丸太が滑りやすくなっていたが、その3回転目で丸太から身体が離れリタイア（ゼッケン80、ダイジェスト）。
大会別成績
| 大会      | ゼッケン | STAGE | 記録           | 備考     |
| --------- | -------- | ----- | -------------- | -------- |
| 第6回大会 | 19       | 1st   | ジャンプハング | 掴み失敗 |
| 第7回大会 | 95       | 3rd   | プロペラ雲梯   | 2→3本目  |
| 第8回大会 | 80       | 1st   | ローリング丸太 | 3回転目  |

通算成績
| 出場数 | 2nd進出 | 3rd進出 | FINAL進出 | 最優秀成績 |
| ------ | ------- | ------- | --------- | ---------- |
| 3回    | 1回     | 1回     | 0回       | 1回        |

- 2021年 第39回大会終了時

## 出演

### 映画
- スコーピオンキング（2002年）
- ラスト サムライ（2003年）
- 劇場版 山崎一門〜日本統一〜（2022年） - ヒットマン

### テレビドラマ
- ウルトラマンアーク 第11話（2024年9月21日、テレビ東京） - インターホンの住人 役

### テレビバラエティ
- 筋肉番付（TBS）
- 最強の男は誰だ!壮絶筋肉バトル!!スポーツマンNo.1決定戦（2002年3月27日、TBS） - 総合4位
- SASUKE（TBS）[3]。
- THE突破ファイル（2023年、日本テレビ）